# WSP Group

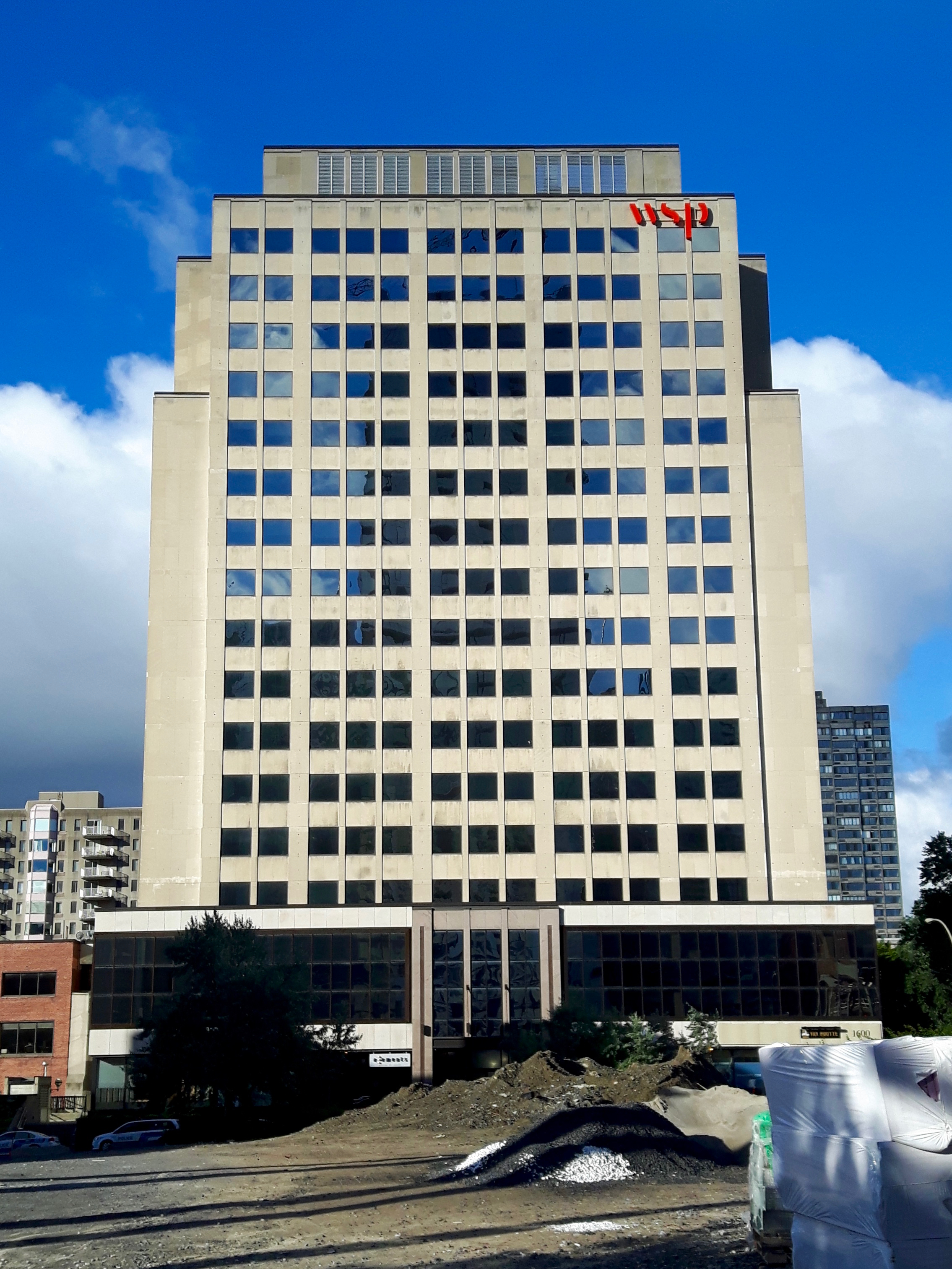
Huvudkontor i Montreal.

WSP Group är ett kanadensiskt konsultföretag. Företaget är noterat på börsen i Toronto och har huvudkontor i Montreal. Företaget var tidigare noterat på Londonbörsen till och med augusti 2012 då WSP och GENIVAR från Kanada slogs samman. I oktober 2014 köpte WSP företaget Parsons Brinckerhoff. Koncernen har 36 500 medarbetare på över 500 kontor i 40 länder. Styrelseordförande och VD är Alexandre L’Heureux. 
WSP grundades 1969 av Chris Cole och tre andra, under namnet William Sale Partnership. Företaget noterades för första gången på Londonbörsen 1987.
Under 1990-talet expanderade företaget utomlands och WSP Asia grundades 1995. År 2000 köptes Cantor Seinuk och Flack + Kurtz i USA, 2001 J&W i Sverige, 2003 LT Consultants och EMP Projects i Finland och 2005 PHB Group i Förenade Arabemiraten. 2007 expanderade det till Australien, Sydafrika och Tyskland.